# 鹰冠庄园
《鹰冠庄园》是一部美国黄金时段电视肥皂剧，于1981年12月4日至1990年5月17日在CBS播出，該電視劇共有九季。该電視劇围绕着加利福尼亞州葡萄酒行业中富有的乔贝蒂/钱宁家族的鬥爭而展开。珍·惠曼在剧中饰演安吉拉·钱宁（Angela Channing），她是劇中猎鹰峰酒庄（Falcon Crest Winery）的女主人。该剧的背景是位於旧金山东北部虚构的托斯卡纳山谷（仿照纳帕谷）。